# The Looney Tunes Show
The Looney Tunes Show è una serie animata prodotta da Warner Bros. Animation e trasmessa su Cartoon Network dal 3 maggio 2011 al 27 agosto 2014.
La serie vede i personaggi dei Looney Tunes in un'ambientazione contemporanea e alternativa a quella delle opere precedenti.

## Caratteristiche
Gli episodi ruotano intorno alla vita dei due coinquilini Bugs Bunny e Daffy Duck, che vivono in un quartiere di Los Angeles (California) insieme ad altri personaggi dei Looney Tunes; le trame dei singoli episodi fanno scarso uso delle gag utilizzate nelle opere precedenti, spingendo piuttosto sui dialoghi e su tematiche mature tipiche delle sitcom contemporanee.

## Personaggi
Protagonisti

Daffy Duck e Bugs Bunny

- Bugs Bunny: Calmo, brillante, carismatico, ottimista, e sicuro di sé, spesso funge da spalla seria e voce della ragione, soprattutto quando interagisce con il suo amico e coinquilino Daffy Duck (che è il suo esatto opposto) e la sua fidanzata Lola. Sebbene rispetto ai suoi amici sia il più "normale", spesso anche lui assume atteggiamenti da psicopatico, facendosi prendere da manie temporanee, che lo fanno impazzire. Ha adottato Taz, un diavolo della Tasmania, lo ha chiamato Pucci e lo tiene come animale domestico, cosa che a Daffy non piace.
- Daffy Duck: È il migliore amico di Bugs, ma è come al solito rude, nevrotico, egoista e in questa nuova versione, particolarmente sciocco. Nonostante tutto, è segretamente molto insicuro e cerca di essere accettato. Il suo modo di comportarsi rende spesso complicata la vita di Bugs e di chiunque gli stia vicino. Il suo secondo nome è Sheldon, ma lui è convinto che Armando suoni meglio. Non è comunque un personaggio del tutto negativo: è un ottimo parrucchiere e durante un episodio, travestendosi da Tina Russo, consegue il diploma abilitante; in un altro episodio si improvvisa babysitter per la sorella della sua ragazza e adempie meglio di Tina a questo ruolo.

Altri personaggi
- Porky Pig: è un amico di Daffy sin dai tempi delle scuole superiori. Ingenuo e balbuziente, Porky ha un carattere troppo buono e questo fa sì che spesso gli altri gli mettano i piedi in testa (soprattutto Daffy), ma a lui basta essere accettato come amico. Comincia una relazione con Petunia dopo averla conosciuta a un matrimonio. In un episodio si scopre che al liceo era molto popolare, spaccone e prendeva di mira Daffy, e questo può spiegare perché quest'ultimo lo maltratta di frequente.
- Taz: diavolo di Tasmania che in questa nuova versione viene adottato, nonostante sia una bestia violenta, da Bugs come "cane" di casa, che lo chiama Pucci.
- Speedy Gonzales: è il topo più veloce del Messico che vive in una tana dentro la casa di Bugs e Daffy. È proprietario e gestore del ristorante Pizzarriba, spesso frequentato dai suoi co-inquilini.
- Lola Bunny: è la ragazza di Bugs. In questa nuova versione è svampita, sciocchina, ha sempre la testa fra le nuvole e parla a raffica che gli altri l'ascoltino o no. È follemente innamorata di Bugs e lo perseguita ovunque con modi quasi da stalker. A causa di questo suo atteggiamento, il coniglio cerca sempre di lasciarla, nonostante provi dei sentimenti per lei. Nella prima stagione indossa il suo vestito con la gonnina viola e che, tuttavia, cambia colore nelle due ultime stagioni, passando all'azzurro celestino.
- Yosemite Sam: vicino di casa di Bugs e Daffy. Irascibile e un po' sempliciotto, cambia spesso lavoro.
- Tina Russo: è la ragazza di Daffy. Lavora in una copisteria ed è molto intelligente e carina. Sta con il papero perché è attratta dal "progetto" di renderlo una persona migliore.
- Nonna: altra vicina di casa di Bugs e Daffy, una vecchietta dai modi gentili e cordiali, che si scopre in un episodio essere stata una spia durante la seconda guerra mondiale, e di aver ricevuto la vera  Torre Eiffel come premio per i suoi servigi e che quella di Parigi è un falso. Come la sua controparte classica è la padrona del canarino Titti e del gatto Silvestro. In questa versione è rappresentata con problemi d'udito e leggermente senile. È una dei pochi a provare simpatia per Daffy.
- Titti e Silvestro: i due animali domestici della Nonna.
- Pete il Puma: un puma che lavora presso lo zoo ed è perennemente felice e sorridente, anche senza ragione. Era un compagno di Daffy al liceo.
- Foghorn Leghorn: un ricco gallo sempre ottimista e con mansioni dirigenziali; ripete spesso "e dico ...".
- Pepé Le Pew: in questa nuova versione è un casanova dall'accento francese e di molto successo con le donne. Fa l'organizzatore dei matrimoni per un country club.
- Taddeo: in questa serie fa il giornalista televisivo del luogo.
- Mac e Tosh: due cani della prateria che appaiono sempre insieme, ottimisti ed esuberanti, che gestiscono un negozio di antiquariato (una gag ricorrente è che spesso qualcosa del loro negozio si rompe) e in un episodio fanno da telecronisti in una partita di bowling. Il cartone sottolinea esplicitamente la possibilità che entrambi siano omosessuali.
- Petunia Pig: è la fidanzata di Porky. Dolce, carina e innocente come una bambina.
- Marvin il Marziano: venuto da Marte, ha conosciuto Daffy al liceo insieme a Pete. Porta sempre con sé la sua pistola laser.
- Willy il Coyote e Beep Beep: in questa nuova serie sono dei personaggi in computer grafica (i quali seguono i dettami dei loro corti classici) che intervallano gli eventi dell'episodio. Fuori dai corti i due fanno dei brevi cameo.
- Strega Hazel: è una strega buona, madre di Gossamer e vicina di casa dei protagonisti. In questa versione viene chiamata Lezah.
- Gossamer: figlio adolescente della strega Hazel, dal carattere timido e gentile. Ha l'aspetto di un grosso mostro dal pelo rosso.
- Cecil: è una tartaruga dall'aria tranquilla e innocua, ma dal comportamento subdolo e meschino. Lavora al servizio clienti di una rete televisiva.
- Dottor Weisberg: è il medico di Bugs, Daffy e di altri personaggi della serie.

## Doppiaggio
| Personaggio        | Doppiatore originale                         | Doppiatore italiano |
| ------------------ | -------------------------------------------- | ------------------- |
| Bugs Bunny         | Jeff Bergman                                 | Davide Garbolino    |
| Daffy Duck         | Jeff Bergman                                 | Marco Mete          |
| Porky Pig          | Bob Bergen                                   | Massimiliano Alto   |
| Lola Bunny         | Kristen Wiig                                 | Deborah Ciccorelli  |
| Tina Russo         | Jennifer Esposito (st.1) Annie Mumolo (st.2) | Valentina Mari      |
| Yosemite Sam       | Maurice LaMarche                             | Pierluigi Astore    |
| Nonna              | June Foray                                   | Monica Bertolotti   |
| Titti              | Jeff Bergman                                 | Ilaria Latini       |
| Silvestro          | Jeff Bergman                                 | Roberto Pedicini    |
| Taz                | Jim Cummings                                 | Roberto Pedicini    |
| Pepé Le Pew        | René Auberjonois                             | Gerolamo Alchieri   |
| Taddeo             | Billy West                                   | Marco Baroni        |
| Speedy Gonzales    | Fred Armisen                                 | Gabriele Patriarca  |
| Foghorn Leghorn    | Jeff Bergman                                 | Alberto Angrisano   |
| Strega Hazel       | Roz Ryan                                     | Roberta Pellini     |
| Gossamer           | Kwesi Boakye                                 | Alex Polidori       |
| Marvin il Marziano | Eric Bauza                                   | Mino Caprio         |
| Barnyard Dawg      | Ben Falcone                                  | Mino Caprio         |
| Henery Hawk        | Ben Falcone                                  | Monica Bertolotti   |
| Mac Gopher         | Rob Paulsen                                  | Massimiliano Plinio |
| Tosh Gopher        | Jess Harnell                                 | Emiliano Coltorti   |
| Chuck Berost       | Rob Paulsen                                  | Saverio Indrio      |
| Pete Puma          | John Kassir                                  | Massimo Milazzo     |
| Miss Prissy        | Grey DeLisle                                 | Daniela Abbruzzese  |
| Walter Bunny       | John O'Hurley                                | Fabrizio Temperini  |
| Patricia Bunny     | Grey DeLisle                                 | Daniela Abbruzzese  |
| Frank Russo        | Dennis Farina                                | Massimo Rossi       |
| Alan               | Jeff Bennett                                 | Fabrizio Temperini  |
| Carol              | Grey DeLisle                                 | Eleonora Reti       |
| Leslie Hunt        | Powers Boothe                                | Guido Di Naccio     |

## Produzione
The Looney Tunes Show è stato annunciato il 6 luglio 2009; tuttavia è stato rinviato più volte, prima di debuttare il 3 maggio 2011 su Cartoon Network.
La serie è stata prodotta da Spike Brandt e Tony Cervone, due veterani della Warner Bros. Animation, mentre le animazioni sono state realizzate dai Rough Draft Studios; i personaggi sono stati disegnati da Jessica Borutski.

## Accoglienza
The Looney Tunes Show è stato accolto da recensioni miste: nonostante gli elogi per il doppiaggio, ci sono state critiche per lo scarso utilizzo delle gag delle opere precedenti e per il nuovo design dei personaggi.

## Film
Il 7 luglio 2015 è stato distribuito un film intitolato Looney Tunes: Due conigli nel mirino.